# Helobdella nuda
Helobdella nuda (Гелобдела гола) — вид п'явок роду Helobdella з підродини Haementeriinae родини Пласкі п'явки. Деякий час належали до роду Glossiphonia.

## Опис
Загальна довжина становить 5—8 мм. Має 2 пари очей. Тіло гладеньке, без горбиків. Звідси походить її назва. Травневу систему можна легко побачити через шкіру. Сліпа кишка складається з 6 пар, з яких задня пара найдовша. Гонопори відокремлюються 1 кільцем.
Пігментація слабко розвинена.

## Спосіб життя
Воліє до прісних озер. Полюбляє переважно мілину. Максимальна глибина, на якій було виявлено цю п'явку — 0,7 м. Не може плавати. Тримається водних рослин, гірських порід, серед мулу. Чекає на здобич із засідки. Живиться гемолімфою прісноводних безхребетних.

## Розповсюдження
Поширена в озерах провінцій Хейлунцзян, Хубей, Шаньдун, Цзянсу, Чжецзян, Цзянси, Аньхой, Хубей, Хунань, Гуансі (КНР), басейну річки Амур — Ханка, Удиль, Болонь, Кізи та Чивиркуйській затоці озера Байкал (Російська Федерація).